# نسخه سحرآمیز
نسخهٔ سحرآمیز (به فرانسه: Opération beurre de pinottes) یک فیلم کانادایی فانتزی و ترسناک است که در سال ۱۹۸۵ به کارگردانی «مایکل روبو» ساخته شده‌است.

## خلاصه داستان
پسر نوجوانی به نام مایکل، پس از وحشتی که از بودن در یک مکان مخروبه در یک شب تاریک برایش ایجاد می‌شود تمام موهایش می‌ریزد و برای بدست آوردن مجدد موهایش تمام سعیش را می‌کند تا اینکه در خواب یک نسخه برای او داده می‌شود. او پس از بیدار شدن نسخه ای را که در خواب دیده تهیه و استفاده می‌کند ولی اینبار موهایش آنقدر بلند می‌شود که برایش دردسر می‌سازد و هر قدر آن را کوتاه می‌کند موها بلندتر و بلندتر می‌شود این موضوع باعث می‌شود مردی پسر را بدزدد و از موهای پسر برای ساختن قلمو استفاده کند. سرانجام خواهر پسرک و دوستانش او را از دست مرد حقه باز رها می‌کنند و مرد حقه باز دستگیر می‌شود.